# Nobelpristagaren
Nobelpristagaren è un film del 1918, diretto da Georg af Klercker.

## Trama
Nell'agosto del 1914 il chirurgo Henry Arel e la sua fidanzata Violet Starford, infermiera, partono per il fronte. Dopo appena una settimana un attacco aereo colpisce l'ospedale da campo. Violet è in fin di vita, e il suo ultimo desiderio è di sposarsi con il fidanzato, cosa che avviene. Ma prima che Violet, insieme agli altri caduti o feriti, venga caricata sul treno che li riporterà in zone meno esposte, Henry vuole provare un delicatissimo ed intentato intervento chirurgico su di lei, per cercare, con poche speranze, in realtà, di salvarle la vita. Dopo l'operazione, il nemico fa irruzione e prende prigioniero il chirurgo, mentre il treno, con Violet, parte.
In cattività, Henry gode di relativa autonomia; può approfondire i suoi studi mentre si dedica alla professione medica al servizio degli infortunati vittime della guerra. Una di esse è Olga Orslowa. Il tempo passa, le comunicazioni sono difficili fra paesi nemici, e Henry, che crede purtroppo ormai deceduta Violet, ha un figlio con Olga.
Violet tuttavia è sopravvissuta, solo che sarà costretta a rimanere per il resto della sua vita su una sedia a rotelle, ed abita con i genitori, i signori Starford. Quando, più avanti, la censura permette qualche scambio di lettere, Henry apprende con agitazione dagli Starford che Violet è viva. Alla fine della guerra egli torna in patria, e presenta a tutti Olga come una rifugiata che lo ha servito fedelmente per tutta la durata del conflitto, e che non si è sentito di abbandonare col figlioletto.
Solo che il ménage, ora, a casa di Henry, con le due donne e il bambino, si fa sempre più difficile. Violet e il bimbo sviluppano un forte attaccamento reciproco, il che provoca le gelosie di Olga, ed il clima si fa teso, al punto che una sera Olga tenta di avvelenare Violet, che, dal canto suo, entra in uno stato di depressione. Il fatto che Henry apprende di essere stato insignito del premio Nobel per la medicina non riesce a rendere più distesa l'atmosfera della casa.
Un giorno si presenta a Violet tale Josef Nikolaj Frieberg, un grossista di Varsavia, alla ricerca di Olga, che, racconta, era stata la sua fidanzata. E i due, Josef e Olga, poco dopo si reincontrano casualmente per la strada.
La mattina dopo, nella casa, non c'è traccia di Olga e del bambino, e Violet viene trovata morta nel suo letto. Henry, allarmato dai precedenti, innanzitutto allerta la polizia, per poi scoprire di lì a poco, recandosi in camera di Violet, che la moglie – che ha lasciato una toccante lettera d'addio - si è uccisa mediante l'assunzione di sostanze tossiche. Le forze dell'ordine si presentano, insieme a Olga  - che ritengono, in base alle indagini, completamente scagionata -, Josef e il bimbo. Josef si avvede che il bambino non è il suo, come le aveva detto Olga pur di ritrarsi col suo antico fidanzato da una situazione invivibile, e lascia la scena.
I signori Starford non possono che riconoscere l'ineluttabilità del destino, e benedicono il nuovo nucleo famigliare del genero.

## Produzione
Nel 1917 la Hasselblad e la rivista Vecko-Journalen avevano indetto un concorso a premi per la migliore sceneggiatura; il 3º premio era stato aggiudicato a Knut Björlin, che, oltre a ricevere un premio in denaro di 400 corone vide realizzare la propria sceneggiatura in un film.
Le riprese sono state effettuate ai teatri di posa della Hasselblad a Otterhällan (Göteborg), mentre gli esterni sono stati ripresi a Göteborg e sull'isola Skeppsholmen di Stoccolma.
La pellicola conservata allo Svenska Filminstitutet consta di 4 bobine per una lunghezza complessiva di 1215 metri.
Maggie Gripenberg era una ballerina finlandese, che sarà insignita dell'Ordine del Leone di Finlandia nel 1958: quella in Nobilpristagaren è la sua unica partecipazione a un film.

## Distribuzione
Nobelpristagaren è uscito nelle sale cinematografiche svedesi, distribuito dalla Victorias Filmbyrå, l'11 marzo 1918, al cinema Sture di Stoccolma.

## Accoglienza
Dalla stampa svedese coeva, possiamo leggere, sullo Svenska Dagbladet, a firma "Colibri & Apropos": "Il film è ben costruito, con una trama avvincente che si svolge nel mezzo di una guerra mondiale. Le scene ambientate al fronte, dove lavorano donne e uomini della Croce Rossa, così come quelle che mostrano i poveri profughi lungo le strade sono ben realizzate e danno un'immagine commovente di quella che è una amara realtà. E' un film che non permette allo spettatore di distrarsi per un solo istante."
Viceversa, il Dagens Nyheter riporta: "Che dipenda dall'autore o dal regista, la trama non riesce a destare interesse. Sono mancate le risorse necessarie per riprodurre anche solo scene limitate nell'ambito di una così grossa guerra; anche il fatto che tutti i soldati, anche i nemici, indossino uniformi svedesi non contribuisce certo a rendere la verosimiglianza. (…) Maggie Gripenberg, nei panni dell'amante del dottore, nonostante gli atteggiamenti plastici e gli occhi stralunati, non riesce convincente nel suo ruolo."